# Open Castilla y León 1997
L'Open Castilla y León 1997 è stato un torneo di tennis facente parte della categoria ATP Challenger Series nell'ambito dell'ATP Challenger Series 1997. Il torneo si è giocato a Segovia in Spagna dal 4 al 10 agosto 1997 su campi in cemento.

## Vincitori

### Singolare
Jordi Burillo ha battuto in finale  Nicolas Escudé che si è ritirato sul punteggio di 6–3, 2–1

### Doppio
João Cunha e Silva /  Nuno Marques hanno battuto in finale  Juan Ignacio Carrasco /  Brian Eagle con il punteggio di 6–7, 6–2, 6–4